# Hornespolder
De Hornespolder is een polder en een voormalig waterschap in de gemeente Katwijk, in de Nederlandse provincie Zuid-Holland. De polder was grotendeels eigendom van de gemeente Katwijk en werd in 1965 ontpolderd en bij de gemeente Katwijk gevoegd.
Het waterschap was verantwoordelijk voor de waterhuishouding in de gelijknamige polder.

## Bebouwing vanaf 1965 en naam Hoornes
In de jaren 1960 werd de wijk 'de Hoornes' bebouwd met voornamelijk hoogbouw. De meeste flats werden tussen 1965 en 1971 gebouwd. Bij de grootste flats (de drie torenflats van ca. 50 meter hoog) ligt het winkelcentrum Hoornesplein, later (1996) Hoornespassage. De wijk Rijnsoever, vooral  geannexeerd grondgebied van Noordwijk, met voornamelijk laagbouw bebouwd, in de jaren 1970 en jaren 1980 en wat later nieuwbouw tussen 1990 en heden 2021. In 2006 werden de wijken de Hoornes en Rijnsoever samengevoegd als een woonkern (later 'wijk'), Katwijk-Noord. Industrieterrein 't Heen, hoort ook bij Katwijk-Noord en ligt oostwaarts, net onder de voormalige Hornespolder.